# 律詩
律詩（りっし）は、漢詩における近体詩の代表的な詩型の一つ。8句からなる。

## 概要
原形となる詩型は、南北朝時代、南斉の永明期に活躍した沈約・謝朓らの詩人によって作られはじめている。時代が下るにつれて韻律の規則が次第に整備されて、完成されたのは唐代の8世紀前半である。格律（句数・字数・平仄・押韻・対句といった格式や韻律のこと）の制約を厳しく受けるのでこの名がある。一句が5文字の五言律詩と7文字の七言律詩がある。たまに六言律詩もある。

## 聯と押韻
2句1組で「聯（れん）」を構成している。律詩は8句なので、4つの聯から成る。順に首聯（起聯）、頷聯（前聯）、頸聯（後聯）、尾聯（結聯）と呼ばれる。頷聯と頸聯はそれぞれの2行が対句になるという決まりがある。
また、押韻は偶数句の句末でなされ、第1句は押韻してもしなくてもよい。換韻はなされない。各字、各句、各聯同士で平仄に一定の規則がある。

## 平仄
第1句第2字が平字であるものを平起、仄字であるものを仄起という。
規則について述べれば、
(1)二四不同、二六対といって各句第2、4字は平仄を異なるようにする。七言ではさらに第2、6字の平仄を同じになるようにする。
(2)各句第2字を横に見てゆき仄平平仄、または平仄仄平とする粘法を守る。
(3)押韻は五言では二四六八句に、七言ではさらに第1句にもする。ここに押韻しないのを踏落しという。
(4)頷聯（前聯）（第3第4句）、頸聯（後聯）（第5第6句）にはそれぞれ対句を用いる。
(5)孤平といって仄字の間に平字が1字はさまること、また、下三連といって下3字に平のみ、あるいは仄のみ連なることは避ける。
(6)同一字を用いない。ただしこの点では例外とされるものが多い。

### 型式
平字を○で、仄字を●で、合わせて押韻を示せば、
五言律仄起式
| ●●○○● |    |
| ○○●●○ | 韻 |
| ○○○●● |    |
| ●●●○○ | 韻 |
| ●●○○● |    |
| ○○●●○ | 韻 |
| ○○○●● |    |
| ●●●○○ | 韻 |

五言律平起式
| ○○○●● |    |
| ●●●○○ | 韻 |
| ●●○○● |    |
| ○○●●○ | 韻 |
| ○○○●● |    |
| ●●●○○ | 韻 |
| ●●○○● |    |
| ○○●●○ | 韻 |

七言律仄起式
| ●●○○●●○ | 韻 |
| ○○●●●○○ | 韻 |
| ○○●●○○● |    |
| ●●○○●●○ | 韻 |
| ●●○○●●○ |    |
| ○○●●●○○ | 韻 |
| ○○●●○○● |    |
| ●●○○●●○ | 韻 |

七言律平起式
| ○○●●●○○ | 韻 |
| ●●○○●●○ | 韻 |
| ●●○○○●● |    |
| ○○●●●○○ | 韻 |
| ○○●●○○● |    |
| ●●○○●●○ | 韻 |
| ●●○○○●● |    |
| ○○●●●○○ | 韻 |